# ميغيل إيبارا (لاعب كرة قدم)
ميغيل إيبارا هو لاعب كرة قدم إكوادوري، ولد في 8 سبتمبر 1984 في نيويورك في الولايات المتحدة. شارك مع منتخب الإكوادور لكرة القدم. أما مع النوادي، فقد لعب مع برشلونة جواياكويل وسوسيداد ديبورتيفو كيتو.

## مسيرته الكروية
لعب ميغيل إيبارا خلال مسيرته الاحترافية مع 7 أندية في خمسة عشر موسمًا وسجل خلالها 10 أهداف ضمن 348 مباراة. ولم يفز بأي موسم بالكأس وفاز في موسم واحد بالدوري.
خاض ميغيل إيبارا مسيرته مع نادي إسبولي الرياضي ‏ في موسم 2003 ليلعب معه سبعة مواسم، مشاركًا في 129 مباراة سجل خلالها 6 أهداف. ثم انتقل إلى نادي الجامعة الكاثوليكية (الإكوادور) ما بين عامي 2010 و2011 لمدة موسم واحد، حيث شارك في 26 مباراة سجل خلالها هدفين. لينتقل بعدها إلى نادي برشلونة في عامي 2011-2013 ولمدة موسمين، مشاركًا في 48 مباراة ولم يسجل أي هدف. ثم انتقل إلى نادي سوسيداد ديبورتيفو كيتو ما بين عامي 2013 و2014 لمدة موسم واحد، مشاركًا في 30 مباراة ولم يسجل أي هدف أيضًا. هذا وانتقل لاحقًا إلى نادي أوكاس في عامي 2014-2016 ولمدة موسمين، مشاركًا في 67 مباراة سجل خلالها هدفين. ثم انتقل بعدها إلى نادي ديلفين ما بين عامي 2016 و2017 لمدة موسم واحد، مشاركًا في 26 مباراة ولم يسجل أي هدف. ليعود وينتقل من جديد، لكن هذه المرة إلى L.D.U. Loja ‏ ما بين عامي 2017 و2018 لمدة موسم واحد، مشاركًا في 22 مباراة ولم يسجل أي هدف أيضًا.

## وصلات خارجية
- ميغيل إيبارا على موقع قاعدة بيانات كرة القدم.إي يو (الإنجليزية)
- ميغيل إيبارا على موقع ناشيونال فوتبول تيمز (الإنجليزية)
- ميغيل إيبارا على موقع Soccerway.com (الإنجليزية)
- ميغيل إيبارا على موقع عالم كرة القدم.نت (الإنجليزية)